# قوائم منتخبات دورة ألعاب أولمبية صيفية 2012 كرة القدم للرجال
وفيما يلي قائمة فرق لكل دولة تتنافس في كرة القدم للرجال في دورة الألعاب الأولمبية الصيفية عام 2012 في لندن. يجب على كل دولة تقديم تشكيلة من 18 لاعبا، 15 منهم يجب أن يكون مولودا في أو بعد 1 يناير 1989، وثلاثة منهم يمكن أن يكونوا لاعبين كبار السن. الحد الأدنى من اثنين من حراس المرمى (زائد واحد حارس المرمى إعفاء اختياري) يجب أن تكون مدرج في تشكيلة الفريق.

## المجموعة 1

### بريطانيا العظمى
المدرب: ستيوارت بيرس.
1. جاك بوتلاند
2. نيل تايلور
3. ريان برتراند
4. داني روز
5. ستيفن كولكر
6. كريغ داوسون
7. توم كليفيرلي
8. جو ألين
9. دانييل ستوريج
10. كريغ بيلامي*
11. ريان جيغز*
12. جايمس تومكنز
13. جاك كورك
14. ميكاه ريتشاردز*
15. آرون رامزي
16. سكوت سينكلير
17. مارفن سوردل
18. جيسون ستيل

علامة (*) معناها أن اللاعب فوق السن.

### السنغال
المدرب: جوزيف كوتو.
1. عثمان ماني
2. ساليو سيس
3. إبراهيما سيك
4. عبد الله با
5. بابا غيي*
6. زارغو توري
7. موسى كوناتي
8. شيخو كوياتي
9. كارا مبودجي
10. ساديو ماني
11. كاليدو ييرو
12. إبراهيما بالدي
13. محمد ديامي*
14. إدريسا غيي
15. ماغاي غيي
16. باب سواري
17. ستيفان بادجي
18. بابا كامارا

علامة (*) معناها أن اللاعب فوق السن.

### الإمارات العربية المتحدة
المدرب: مهدي علي.
1. علي خصيف*
2. سعد سرور
3. عبد العزيز حسين
4. محمد أحمد
5. عامر عبد الرحمن
6. علي العامري
7. إسماعيل الحمادي*
8. حمدان الكمالي
9. أحمد علي
10. إسماعيل مطر*
11. أحمد خليل
12. حبيب فردان
13. خميس إسماعيل
14. عبد العزيز صنقور
15. عمر عبد الرحمن
16. راشد عيسى
17. محمد فوزي
18. خالد عيسى

علامة (*) معناها أن اللاعب فوق السن.

### الأوروغواي
المدرب: أوسكار تاباريز.
1. مارتين كامبانيا
2. رامون أرياس
3. دييغو بولينتا
4. سيباستيان كواتيز
5. إيميليانو ألبين
6. أليكسيس رولين
7. إدينسون كافاني*
8. ماكسيميليانو كالزادا
9. لويس سواريز*
10. غاستون راميريز
11. أبل هرناندز
12. جوناثان أوريتافيسكايا
13. ماتياس أغويريغاراي
14. نيكولاس لوديرو
15. دييغو رودريغيز
16. تاباري فيوديز
17. إيغيديو أريفالو ريوس*
18. بياندرو غيلبي

علامة (*) معناها أن اللاعب فوق السن.

## المجموعة 2

### الغابون
المدرب: كلود ألبيرت مبورونوت.
1. ديدييه أوفونو
2. مولر ديندا
3. ستيفي نزامبي
4. فرانك إنغونغا
5. برونو إكويل مانغا
6. ريمي إبانيغا
7. ألين نونو
8. ألكسندر ندومبو
9. بيير أوباميانج
10. ليفي ماديندا
11. أكسيل مي
12. ميرلين تاندجيغورا
13. سيدريك بوسوغو
14. أندريه بيوغو بوكو
15. هنري ندونغ
16. إيمانويل ندونغ
17. جيري أوبيانغ
18. أنتوني مفا ميزوي

علامة (*) معناها أن اللاعب فوق السن.

### المكسيك
المدرب: كارلوس فيرناندو تينا.
1. خوسيه دي خيسوس كورونا*
2. إسرائيل خيمينيز
3. كارلوس سالسيدو*
4. هيرام ميير
5. دارفين تشافيز
6. هيكتور هيريرا
7. خافيير كورتيز
8. ماركو فابيان
9. أوريبي بيرالتا*
10. جيوفاني دوس سانتوس
11. خافيير أكوينو
12. راؤول خيمينيز
13. دييغو رييس
14. خورخي إنريكيز
15. نيستور فيدريو
16. ميغيل بونس
17. نيستور أروخو
18. أنتونيو رودريغيز

علامة (*) معناها أن اللاعب فوق السن.

### كوريا الجنوبية
المدرب: هونغ ميونغ بو.
1. جونغ سونغ ريونغ*
2. أوه جاي سوك
3. يون سوك يونغ
4. كيم يونغ غوون
5. كيم كي هي
6. كي سونغ يونغ
7. كيم بو كيونغ
8. بايك سونغ دونغ
9. جي دونغ وون
10. بارك تشو يونغ*
11. نام تاي هي
12. هوانغ سيوك هو
13. كو جا تشيول
14. كيم تشانغ سو*
15. بارك جونغ وو
16. جونغ وو يونغ
17. كيم هيون سونغ
18. لي بيوم يونغ

علامة (*) معناها أن اللاعب فوق السن.

### سويسرا
المدرب: بييرلويجي تامي.
1. دييغو بيناليو*
2. زافيير هوتشستراسر*
3. فابيو دابريلا
4. أوليفر باف
5. فرانسوا أفولتر
6. ألان فايس
7. إنوشينت إيميغارا
8. أمير أبراشي
9. فابيان فري
10. بايتيم كاسامي
11. أدمير محمدي
12. يوزيب درميتش
13. ريكاردو رودريغيز
14. ستيفن زوبار
15. تيم كلوزه*
16. فابيان تشار
17. ميتشيل مورغانيلا
18. بينجامين سييغريست

علامة (*) معناها أن اللاعب فوق السن.

## المجموعة 3

### بيلاروس
المدرب: غيورغي كوندراتييف.
1. ألكسندر هوتار
2. ستانيسلاف دراهون*
3. إيهار كوزميانوك
4. سيرغي باليتسيفيتش
5. دزميتري باها
6. أليكسي هاوريلوفيتش
7. ماكسيم فيتوس
8. سيرغي كورنيلينكو*
9. أولادزيمير خفاشتشينسكي
10. رينان بريسان*
11. أندريه فارانكوف
12. أليكسي كازلوف
13. إليا أليكسييفيتش
14. ياهور زوبوفيتش
15. أرتسيوم سالافي
16. ميخائيل غورديتشوك
17. دزيانيس بالياكوف
18. أندريه شتشارباكوف

علامة (*) معناها أن اللاعب فوق السن.

### البرازيل
المدرب: مانو مينيزس.
1. غابرييل
2. رافاييل
3. تياغو سيلفا*
4. جوان جيسوس
5. ساندرو
6. مارسيلو*
7. لوكاس مورا
8. رومولو
9. لياندرو دامياو
10. أوسكار
11. نيمار
12. هالك*
13. برونو أوفيني
14. دانيلو
15. أليكس ساندرو
16. غانسو
17. أليكساندر باتو
18. نيتو

علامة (*) معناها أن اللاعب فوق السن.

### مصر
المدرب: هاني رمزي.
1. أحمد الشناوي
2. محمود علاء الدين
3. علي فتحي
4. عمر جابر
5. محمد أبو تريكة*
6. أحمد حجازي
7. أحمد فتحي*
8. شهاب الدين أحمد
9. مروان محسن
10. عماد متعب*
11. محمد صلاح
12. إسلام رمضان
13. صالح جمعة
14. حسام حسن
15. سعد سمير
16. أحمد مجدي
17. محمد النيني
18. محمد بسام

علامة (*) معناها أن اللاعب فوق السن.

### نيوزيلندا
المدرب:  نيل إمبلين.
1. جيك غليسون
2. تيم باين
3. إيان هوغ
4. تيم مييرز
5. تومي سميث
6. ريان نيلسن*
7. كوستا بارباروسيس
8. مايكل مكغلينتشي*
9. شاين سميلتز*
10. كريس وود
11. ماركو روخاس
12. أدام توماس
13. أليكس فينيريديس
14. جيمس موسا
15. كاميرون هويسون
16. داكوتا لوكاس
17. أدام مكغيورغ
18. مايكل أوكيف

علامة (*) معناها أن اللاعب فوق السن.

## المجموعة 4

### هندوراس
المدرب:  لويس سواريز.
1. خوسيه ميندوزا
2. ويلمر كريسانتو
3. ماينور فيغويروا
4. هيلدر كولون
5. خوسيه فيلاسكيز
6. أرنولد بيرالتا
7. ماريو مارتينيز*
8. ألفريدو ميخيا
9. أنتوني لوزانو*
10. ألكسندر لوبيز*
11. جيري بينغتسون
12. أورلين بيرالتا
13. إيدي هيرنانديز
14. أندي ناخار
15. روجر إسبينوزا
16. جوني ليفيرون
17. لويس جاريدو
18. فرانسيسكو رييس

علامة (*) معناها أن اللاعب فوق السن.

### اليابان
المدرب: تاكاشي سيكيزوكا.
1. شويتشي غوندا
2. يوهي توكوناغا*
3. تاكاهيرو أوغيهارا
4. هيروكي ساكاي
5. مايا يوشيدا*
6. تايسوكي موراماتسو
7. يوكي أوتسو
8. كازويا يامامورا
9. كينيو سوغيموتو
10. كيغو هيغاشي
11. كينسوكي ناغاي
12. غوتوكو ساكاي
13. دايسوكي سوزوكي
14. تاكاشي أوسامي
15. مانابو سايتو
16. هوتارو ياماغوتشي
17. هيروشي كييوتاكي
18. شونسوكي أندو

علامة (*) معناها أن اللاعب فوق السن.

### المغرب
المدرب:  بيم فيربيك.
1. محمد أمسيف
2. عبد اللطيف نوصير
3. محمد أبرهون
4. عبد الحميد الكوثري
5. زكرياء بركديش
6. عماد نجاح
7. زكريا لبيض
8. إدريس فتوحي
9. نورالدين أمرابط*
10. عبد العزيز برادة
11. سفيان بيضاوي
12. عمر القدوري
13. زهير فضال
14. حسين خرجة*
15. ريان فريكش
16. ياسين جبور
17. سفيان الحسناوي
18. ياسين بونو

علامة (*) معناها أن اللاعب فوق السن.

### إسبانيا
المدرب: لويس ميلا.
1. دافيد دي خيا
2. سيزار أزبيليكويتا
3. ألفارو دومينغيز
4. خافي مارتينيز*
5. إنيغو مارتينيز
6. جوردي ألبا
7. أدريان لوبيز*
8. إكير مونيان
9. رودريغو
10. خوان ماتا*
11. كوكي
12. مارتين مونتويا
13. ألبيرتو بوتيا
14. أوريول روميو
15. إسكو
16. كريستيان تيو
17. أندير هيريرا
18. دييغو مارينيو

علامة (*) معناها أن اللاعب فوق السن.